# 競争力
競争力（きょうそうりょく、competitiveness）とは、企業や国民経済などが、競争がある市場環境でも、製品やサービスなどを十分に販売、供給する能力を持つことを意味する。より詳細は、用いる分野ごとに異なる。
経営学における競争力とは、企業を対象とし、国内または海外の関連市場で、商品やサービスなどを収益を伴って展開できる能力を意味する。企業の競争力は、価格だけでなく、研究開発、立地、サービス、品質なども構成要因となる。
マクロ経済学や経済政策で多用される競争力、あるいは国際競争力とは、世界市場での国家や地域、都市などの競争力を意味する。対象の国家などに所属する企業に有利な経済的な地理条件、制度、政策が取られているか、という観点から評価した比較、指標は提案されており、代表的なものとしてスイスの国際経営開発研究所（IMD）による「世界競争力年鑑」、世界経済フォーラム（WEF）による「世界競争力指数」がある。ただし後述の通り、これらの分野で使われる競争力、あるいは国際競争力という語に、定まった定義はない。また客観的な競争力の指標を一意に定めることも困難である。

## 企業における競争力について

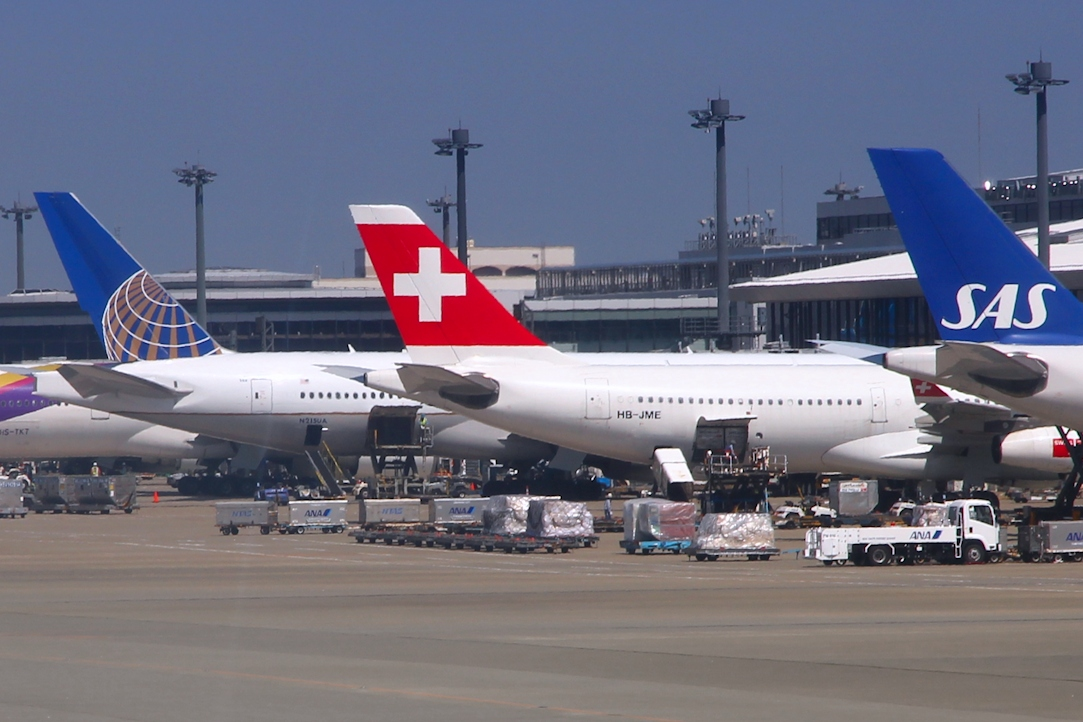
欧州-日本間の旅客便市場で競合する航空会社（成田空港）

### 経営学における競争力の概念
競争とは、資源、顧客、売上高、市場占有率等を巡り市場参加者が競い合うことであり、競争力とはその力が他に勝ることを指す。
対象の商品、サービスを提供する個々の参加者「サプライヤー」が、市場において最適かつ最も有利な条件の商品、サービスを顧客に提供することで、サプライヤー間で、価格、品質、サービス、デザインなどの競争が起こる。この競争環境の中にあるサプライヤーは、優位性を確保するための開発を続け、これがひいては競争力となる。

#### 価格競争力
価格の安さにより市場において競合に勝る力を指す。
事業上で発生した費用を上回る価格で、商品を市場で販売し、損益計算書上の資本に対して適切な利益を生み出す状態にあれば、その企業は正常な価格競争力があると言える。価格競争力は、標準化された商品を扱う市場において特に重要である。商社は、取り扱い商品点数が多くなり、一品あたりにかかる費用を抑え、価格競争力を高めることができる。

#### 非価格競争力
価格以外の要素、すなわち、品質、付加価値、サービス、デザイン、納品の信頼性等の要素による競争力を指す。イノベーションの結果によりもたらされることも多く、企業の大きい発展力となった事例も多い。
製品の製造や設計において、選択の幅があるほど、その重要性は高まる。また、企業や商品の認知度の高さも大きく要素となる。したがって現代において、マーケティングやトレード・マーケティングは、非価格競争における重要な手段となっている。

### ミクロ経済学の視点から
ミクロ経済学においても、主に企業レベルの競争力が対象となる。国内あるいは国際市場において、長期的に利益を生み出し、同時に競合企業に対して優位な状況にある場合、対象企業には「競争力がある」とみなせる。現代では、往々にして市場での競争が激しいため、デザイン、価格、ブランド認知度、立地など、企業はさまざまな要素に対して、市場での自らの立ち位置を評価、把握しなければならない。これらの評価手法が競争力を測定する一般的な方法となる。市場において、自らの強みを見出せず、一定の立ち位置を確保できない企業は、存在意義がなくなる。このように市場経済における競争は、企業の存亡を左右する。

## マクロ経済学における国際競争力
競争力（あるいは国際競争力）をマクロ経済レベルで考えることに意味があるかどうかは議論があり、大別して3つの異なる見解に分かれる。実体のない用語、バズワードとみなす考え方、輸出機会として論じることに意味を見出す考え方、政策など国家の枠組み条件を検討する際に意味を見出す考え方である。

### 実体のない用語とみなす考え
この考え方によれば、競争するのは企業であり国民経済ではないと捉える。国民経済が競争に敗れたからといって、世界市場から退場したり、破産したり、市場性を完全に失うことはありえない。各国は、世界経済の中で一定の比較優位を持ち、互いの競争力を調整するメカニズムが働く。また貿易は、一国が勝ち、他国が負けるというゼロサムゲームではなく、関係する全ての国の生産性、ひいては繁栄につながる。要するに、国際競争力という概念は明確には存在せず、国家を企業と見立てた幻想に過ぎない。国民経済が互いに競争するイメージは、政治家の保護主義的な行動を促し自由貿易の利点を失わせ危険である、と考える。

#### 規模の経済を考慮した反論・反例
しかし一方、この見解に完全には賛同しない経済学者もいる。確かに国際貿易を行う国は、必然的にどこかの分野で比較優位を持ち、国際分業を担っていることは事実である。とはいえ規模の経済により、より有利な専門分野が獲得されたり失われたりすることもあるからである。例を以下に記す。
- 明治時代の日本では、国際競争力がつくまで特定の産業を保護するという産業育成的な関税政策をとった。この関税政策は、他の分野においても国際競争力を持つまでの政策として続けられた。その結果、対象外の経済部門を縮小させながらも、日本は特定の分野において実質的な産業基盤を構築し、高い生産性と大幅な賃金向上を伴った比較優位性を確保することができた[9]。
- 1970年代のオランダでは、天然ガス資源の開発による経常黒字が通貨高を招き、オランダ病が発生する。輸出価格が上昇し、輸入品が安くなり、国内の産業部門が縮小した。産業部門の縮小は、資源部門の伸長により相殺される。しかし、天然ガスの埋蔵量はやがて枯渇し、資源部門も最終的には縮小を余儀なくされる。理論的には、資源部門の縮小は通貨の切り下げにつながり、産業部門の比較優位性が回復することになる。しかし政策立案者やポール・クルーグマンなどの一部の経済学者は、規模の経済のマイナスの効果が働く点も要因となり、産業部門の縮小が長引くほど、国際市場でのシェア回復は困難になると懸念を示している。そのため、天然資源の開発という短期的な幸運は、市場シェアを永久に喪失し、本来得られるはずであった平均賃金を減少させることにつながる[10]。
- 他国よりも縮小的な金融政策を実施すれば、通貨高を招き、価格競争力の低下（輸出価格の上昇、輸入品の安値化）を招く。従来の経済学の常識では、金融引き締め政策により他の部門と共に産業部門も低迷するが、金融引き締めが終われば回復する、と考える。しかし産業部門の低迷が“長期化”した場合は、規模の経済のマイナスの効果などが生じ、金融引き締め終了後も、国際的な市場シェアが完全には回復しない、と一部の経済学者は警告する。この現象は、例えばイギリスの元首相マーガレット・サッチャーの第一期で発生している[11]。

### 輸出機会に意味を見出す考え
この考えでの国際競争力とは、輸出機会、つまり対外的に商品を販売する能力と捉える。この考えでは、域内の企業が国外で商品を販売する機会は、マクロ経済的な要因にも影響を受けることに注目している。特にこの考え方での国の価格競争力とは、主に為替レートと、生産性に対する賃金と物価の伸び（単位労働コスト）の2つの要素に影響される。

#### 為替レート
通貨の名目為替レートが下落すると、輸出品が相対的に安くなり、輸入品の価格が相対的に高くなる。名目為替レートが上昇すると、逆の効果がある。つまり、切り下げは価格競争力の強化につながり、切り上げは価格競争力の低下につながる。しかし意図的な名目為替レートの切り下げは、他国にとっては逆の効果が発揮されるため、近隣窮乏化政策とも評される。また複数の国家間で競争的に通貨を切り下げる、通貨安競争に陥る可能性もある。

#### 賃金抑制策
固定相場制では、賃金抑制によって価格競争力が高まり、経常収支が黒字になる。通貨統合されたユーロ圏でもこの現象がみられる。慢性的な経常黒字は、地域的な強さ（あるいは弱さ）として解釈できる。慢性的な経常赤字は、深刻な経済危機を引き起こす可能性もある。
変動相場制では、経常収支の赤字が解消された場合にのみ、賃金抑制が国際的な価格競争力の持続的な改善につながる。しかし、賃金抑制により国際的な価格競争力が向上し、経常収支が黒字化すると、自国通貨が評価され値上がりし、輸出が割高になって価格競争力が再び低下する。つまり価格競争力のために賃金抑制策をとり、経常黒字化を図ろうとすると、為替レートが上昇し、効果が打ち消される。例えば、1970年代初頭のブレトンウッズ体制終了後のドイツがある。当時ドイツの賃金水準は、国際比較で平均以下で労働生産性で優位であった。しかし世界的に変動相場制が導入され、ドイツマルクの為替変動によって、その優位性が損なわれた。
一方賃金抑制策は、対外的な視点ではなく、国内経済の視点で評価されるべきだとする主張もある。賃金抑制策で結果的に自国通貨が上昇すれば、仮に名目賃金が上昇しなくとも、輸入物価の下落により、国民が恩恵を受けるという点で有利という主張もある。また賃金抑制策をとった1999年から2007年までのドイツでは、インフレ調整後の実質賃金はわずかに低下し、内需は年率0.6%の伸びにとどまったが、ドイツ経済は輸出によって成長した。ただこれも、他国が賃金抑制策を取らなかった、という面もある。他国も競争的に賃金抑制策を取れば、互いの内需停滞を招き、ドイツの輸出による成長もかなり困難であった。

#### 価格競争力の評価の困難さ
国際貿易における一般均衡を理論化したヘクシャー＝オリーン・モデルとは異なり、現実の世界は、各国はすでに貿易を通じ、国際的な商品の交換を行っている。取り扱う商品は、世界経済での裁定取引を通じて均衡しており、価格は既に収束している。これは、世界市場での商品価格が、上記の為替レートなどとは関係なく、妥当であることを示している。この状況での価格競争力とは、仮想的なものであり、評価方法が困難となる。そこで経済、産業の各分野の世界市場でのシェアの変化や、比較優位指数などの指標から、潜在的な価格競争力を推定することになる。ただし、変化を続ける経済環境の中では、特定の経済、産業分野が縮小し、一方で他の分野が拡大するのは常であり、特定の分野の指標をもって価格競争力を評価する手法は不適当である、との反論もある。

### 国家の枠組みの評価に意味を見出す考え
この考えでの国際競争力とは、高い国民所得と高い生活水準を実現するための国家の能力を示す。特に、生産性の伸びとGDPの伸びを指標とする。

#### 国際競争力の指標

世界競争力年鑑が示す国際競争力指数（2008-2009）:緑は競争力がある国、赤は競争力のない国を示し、4分割の色の濃さでその程度を示す。

国際競争力を評価するために、多数の集合的な指標に重み付けをする試みが行われている。例えば、スイスの国際経営開発研究所（IMD）から発表される「世界競争力年鑑」と、WEFが作成する"成長の機会が多い"経済圏のランキング「世界競争力報告」がある。
世界競争力年鑑は次の4つの指標で構成されており、それらが各5個の細分化項目を設けている。
1. 景気
2. 政府の失敗
3. 市場の失敗
4. インフラストラクチャー

世界競争力報告は、次の3つの指標で構成されている。
1. 基礎条件 - 制度機構・インフラストラクチャー・経済の安定性・保健・初等教育
2. 効率性促進要素 - 高等教育・職業訓練・財市場の効率性・労働市場の効率性・金融市場の高度化・技術即応性・市場規模
3. 高度化要素 - ビジネスの高度化・イノベーション

#### ダイヤモンドモデル
マイケル・ポーターは、実証研究の中で、対象の国の経済部門が他国と比して優位になる4つの決定要因を「ダイヤモンドモデル」として表した。
- 場所の基礎条件：インフラの質や、従業員の生産性。従業員の生産性は、教育・技術水準、賃金水準、勤勉さ、正確さ、感性が関係する。
- 国内市場の需要状況：国内の顧客からの価格と品質の要求の度合い。要求の度合いが高いと、対象の業界は革新的で高品質であることを強いられる。
- バリューチェーンの質：対象の業界が関するサプライヤー業界や、関連業界が地理的にも近接し、競争力があるかどうか。これがあれば、良質な従業員、特許、材料の交換が容易に行われる。
- 企業統治と競争：企業の経営スタイル、組織体系の質。また国内市場においても激しい競争が展開されているかどうか。

このモデルによると、国家はインフラや教育を最適化し、イノベーションと競争とを促進することで、国際競争力を向上させることができる、とする。

### その他の意図での用法
マクロ経済環境に起因する自国と他国の輸出企業の相対的な収益性分析（=交易条件指数/実質実効為替レート指数）という意味で、「国際競争力」が用語として使われた例もある。

## 経済政策における国際競争力
前述のように、「競争力」という語は経営学に由来し、本来の用法のままでは国民経済には適用できない。行えば国際経済関係の誤った解釈につながる。また、経済政策の場に転用されると、大きな損失につながる可能性もある。そのため、経済政策でこの用語を利用する際は、細心の注意を払って再定義する必要がある。
各国では、競争力に関する諮問機関や政府機関を設立している。例えば、アメリカ合衆国、カナダ、メキシコの北米3か国のワーキンググループとして"North American Competitiveness Council"（北米競争力評議会）がある。また1997年に運営を停止したが、自国の競争力向上に向けて大統領や連邦議会に政策提言を行う"Competitiveness Policy Council"（競争力政策評議会）が米国にはあった。EUにはEU圏全体の競争力を扱う"Competitiveness Council (COMPET)"（競争力評議会）がある。EU域内の国家としても、アイルランド、ギリシア、クロアチア、さらにはバスク地方などで、競争力を扱う組織や諮問機関がある。
日本の政策立案の場では、少なくとも1950年代には競争力、国際競争力の用語が登場する。21世紀に入ってからの日本の競争力低迷を分析し、政策提案に活かす際には、GDPランキング、特許出願数や、前述の国際競争力指数や世界競争力年鑑が引用される。
現行法としては、日本の低迷状況を打破することを目的とした産業競争力強化法が2013年より施行されている。同法で言う産業競争力とは、「産業活動において、高い生産性及び十分な需要を確保することにより、高い収益性を実現する能力をいう。」と第2条において定義する。ただし同法は、日本国内の企業への税制や規制の優遇措置などを主に対象とし、為替、賃金、物価、金融、世界市場への関与などを記したものとはなっていない。

## 国際競争力と日本経済
1919年から1931年にかけての経済論壇の主流は、経常収支赤字による対外準備減少を日本の国際競争力の欠如であり、円高不況やデフレーションによって非効率な部門の淘汰し国際競争力を高めていこう、という輸出競争主義や絶対優位の思考に陥ったものであった。当時の歴代内閣の大半も、国際競争力は高コスト体質から来ていると解釈し、物価・賃金の引き下げを狙ったデフレーション政策を志向した。結果、デフレーションが進行し名目賃金は低下するが、実質賃金と外貨建ての輸出価格は共に高騰した。
1985年9月に成ったプラザ合意から、円高が急速に進み日本製品の国際市場における価格競争力が低下した。同時に、労働コストが他の工業国に比べ上昇したため、日本国内に生産拠点を持っていた比較優位産業（輸出製造企業）の収益性が失われた。
バブル崩壊後の日本では、国際的競争力を輸出競争力という意味で「日本の国際的競争力は経済のグローバル化の影響で低下している。」「（国際的競争力の低下に因って）日本の産業の空洞化が進んでいる。」という見方が広まった。日本の国際競争力の低下は、1980年代から明らかとなり、デフレーション基調に陥ったバブル崩壊後の1990年代後半から顕著となっている。この国際競争力の低下に対応し、日本の製造業の生産拠点が労働コストの低いアジア地域に移転され、そこから第三国にも輸出される（三角貿易）ようになった。しかし一方、これにより収益性の大幅低下に苦しむ電機産業が、実質労働生産性で高い成長を遂げた。

## “国際競争力”の誤用の指摘
国際競争力をどう捉えるかは考えが分かれるところであるが、少なくとも為替レートを無視した概念は経済学には存在しない。また、様々な研究者・研究機関が国際競争力を定義しているが、エドモンド・トンプソンのような系統だった試みが必要である。

### 輸出競争
例えば、日本では、小宮隆太郎がそもそも経済力（国際競争力）とは何ぞやと批判を呈している。また、外国では、国際競争力という概念の実用性や誤用については特に国の競争力という文脈においてポール・ロビン・クルーグマンらの経済学者が活発な批判を行い、小宮隆太郎と同様に指摘している。何故ならば、貿易を国同士がGDPの額を競い合う輸出競争（ゼロサムゲーム）と捉えた競争などは存在しないからである。
なお、国際競争力を輸出競争力と捉えて或る国の輸出が世界の輸出合計に占めるシェアの伸び率を用い、生活水準の指標として、内外価格差を排除するため購買力平価で計った一人当たり国内総生産（GDP）の伸び率を用いると、国際競争力と生活水準には関係が無いことが判明している。
実際問題として、そのような競争力主義ははっきりとした誤りであり、互いの経済競争において、どの程度であっても、国際的な先進国は無い。経済の貿易がある部門でも無い部門でも、経済厚生水準は第一に生産性により決定される。
したがって、このような意味で競争力向上を目指すのは根本的に誤りである。何故ならば、競争力至上主義は労働者を搾取し失業率を悪化させ、民間企業の利益がそのまま国益にはならないからである。
また、市場には自浄作用など無いということが世界金融危機やリーマン・ショック及び欧州ソブリン危機で如実に現れている。競争力至上主義に囚われて雇用の流動化を推し進めてきたアメリカとその逆の政策を採用したドイツを比較すると、ドイツは労働市場の規制を強めていたために金融危機に対して耐性が有り、その失業率はアメリカよりも低い。

### 国際収支
特に、国際収支において、マスコミや経済評論家などが国際競争力という用語を好く引き合いに出し、誤用している。
経常収支が国際競争力を反映して決まるという考えは誤りである。基本的に、短期の貿易収支・経常収支の動きを規定しているのは国内外の景気変動であり、産業の空洞化や国際競争力の低下は全く関係が無い。また、経常収支の黒字と経済成長を同一視したり経常収支の赤字を国の経済力の衰退と見做したりする考えは間違いである。
なお、貿易黒字の大きさは『国際競争力』の現われでも、市場の閉鎖性でもない。例えば、日本が海外で資本・投資を蓄積するのは、貿易黒字の裏返しであり、悪というわけではない。

### 貿易立国
国際競争力の概念と共にある貿易立国の考え方にも塩沢由典などの様々な経済学者が異論を提起している。趨勢的に輸出依存型経済成長を目指していては人々の幸福に繋がる経済成長は不可能であり、輸出に頼らない内需主導のサービス経済化による経済成長が望ましい。貿易は大いに必要であるが、生産優先の考え方が長期低迷を生み出す外需依存型経済は問題であり、そこからの脱却が必要である。
貿易相手国の生産性上昇を自国の国際競争力の低下とする思考方法は比較優位の基本原理と矛盾した単純な誤りである。それは、理論的には短期的に有り得るが、現実的にまず無い。また、産業の空洞化の原因を高コストに求める考え方は、比較優位を全く理解せずに、絶対優位に基づく思考に陥っている証拠である。

## その他
- マクロ経済学における国際競争力とは、グローバル市場での国家や地域、都市などの競争力を意味する。国際競争力は、対象の国家、地域、都市などに所属する企業の競争力の集合体になる[59]。
- 国際競争力の学術的、定量的に分析には計量経済学モデルが活用される[60][61][44]。
- ピーター・ドラッカーによれば、知識（技術・技能）が経済力の基礎となり、知識の生産性こそが競争力の源泉となる[62]。
- 資本主義の下では、企業の原動力は潜在的に自らの競争力を維持し高めることである。
- 競争力という概念はどこにでもあるが、例えば、アメリカと日本のその考え方は大きく異なる。日本では、競争力をつけるという話になると、政府が補助金を与えて強くしようとする[63]が、恣意的な産業保護は意味が無く、実際に効果も挙がっていない。